# 1001 Albums You Must Hear Before You Die
1001 Albums You Must Hear Before You Die (englisch wörtlich „1001 Alben, die man hören muss, bevor man stirbt“) ist eine musikalische Anthologie von Robert Dimery. Es enthält Kritiken und ergänzende Informationen (Zitate, Bilder, Produzenten, …) zu verschiedenen Musikalben, die zwischen 1955 und 2005 veröffentlicht wurden. Es ist chronologisch geordnet und fängt mit Frank Sinatras In the Wee Small Hours an und hört mit Get Behind Me Satan von den White Stripes auf. In der Neuausgabe von 2009 wurden Alben bis 2008 ergänzt, andere wurden weggelassen.

## Genres
Obwohl die überwiegende Mehrheit der aufgelisteten Alben englischsprachige Pop/Rock-Alben sind, enthält es auch Alben aus den Musikrichtungen Weltmusik, R&B, Rap, Blues, Hip-Hop, Country und Jazz. Auch die Pop/Rock-Alben enthalten eine breit gefächerte Mischung aus den Subgenres Punk, Heavy Metal, Modern Rock, Classic Rock, Progressive Rock, Easy Listening und Rock ’n’ Roll.